# تورو أوجما
تورو أُوجِما (باليابانية: 小島 徹) (22 فبراير 1976 في إيباراكي في اليابان – )؛ هو لاعب كرة قدم ياباني سابق كان يلعب كمدافع.

## وصلات خارجية
- تورو أوجما على موقع رابطة كرة القدم اليابانية للمحترفين (اليابانية)